# Europa de Macedonia
Europa fue una princesa de Macedonia, última hija del rey Filipo II de Macedonia y de la reina Eurídice, sobrina de Átalo, un rico noble macedonio. La princesa nació en el año 336 a. C. y fue asesinada el mismo año, junto con su madre, por la reina Olimpia de Epiro, una de las siete esposas de su padre.

## Biografía

### Familia de sangre noble
Su padre fue el rey Filipo II de Macedonia. Después de ganar tantas batallas durante veintidós años como monarca y después de  consagrarse rey, no sólo de Macedonia sino de las distintas ciudades estados helenas (hoy griegas), decide emprender en el año 337 a. C su marcha hacia Asia Menor para liberar a aquellas ciudades helenas sometidas por el Gran Rey de Persia, Darío Codomano.
Antes toma una decisión con respecto a su vida personal, casarse con una joven mucho menor que él, cuyo nombre era Eurídice. Distintos autores no dejan en claro si esa decisión la tomó por amor a la muchacha o para dejar herederos varones que le sucedieran en caso de morir inesperadamente, ya que contaba con un solo hijo, llamado Alejandro Magno, el único en condiciones físicas o psicológicas capaz de heredar el trono, debido a que su otro hijo mayor, Filipo Arrideo, no tenía competencia mental para gobernar, y el resto de sus tres hijos eran mujeres. 
El rey Filipo no toma a una mujer cualquiera como su última esposa sino a una noble rica Macedonia, quien era sobrina de un alto funcionario que trabajaba para Filipo, cuyo nombre era Átalo.
A diferencia de las seis esposas de Filipo, cuyos orígenes eran de otros reinos, Eurídice era macedonia, lo cual posibilitaba que su heredero varón pudiera heredar el trono por ser de sangre macedonia tanto por parte de padre como de madre.
El rey contrae matrimonio con Eurídice: en la boda, el tío de la joven agrede a Alejandro Magno diciendo que era un bastardo y que gracias a su sobrina, Filipo tendría un legítimo heredero al trono. Esta situación provocó que Alejandro arrojara una copa a Átalo y desencadenara la furia del rey Filipo hacia su hijo. Finalmente, todo esto llevó a que la reina Olimpia se exiliara a su patria, Epiro, y su hijo Alejandro Magno fuera con su grupo de amigos a Iliria.

### Nacimiento de la princesa
En la primavera del año 336 a. C., la joven reina Eurídice no dio a luz un varón sino a una niña, que recibió el nombre de Europa.
El rey Filipo encontrándose satisfecho por sus logros se reconcilió con su hijo Alejandro, a quien echaba de menos, y también se alió con su cuñado Alejandro I de Epiro. Para sellar la unión con el rey epirota, entregó en matrimonio a su hija Cleopatra, nacida de la unión con Olimpia de Epiro.
En el verano del 336, Filipo organizó una gran boda e invitó a distintas personalidades provenientes de distintas ciudades Helenas. Prometía ser una gran fiesta pero la alegría se empañó cuando el rey macedonio Filipo fue asesinado por su gurdaespaldas Pausanias de Orestis.
La muerte del rey Filipo consternó al mundo heleno. Finalmente, Alejandro Magno subió al trono, luego mandó ejecutar a sus rivales, incluido Átalo, pero mantuvo con vida a su madrastra Eurídice y a la princesa Europa porque ellas no significaban peligro alguno.

### Muerte de la princesa
Una vez subido al trono, el nuevo rey Alejandro Magno marcha con su ejército a luchar contra los rebeldes y a hacer valer su autoridad ante todas las ciudades helenas.
Mientras tanto, la reina Eurídice siente incertidumbre e inseguridad con respecto a su destino y el de su hija; sobre todo, el temor se apodera de ella cuando retorna al palacio de Pella (Macedonia) su rival Olimpia de Epiro. Sin la protección de su tío y el de Alejandro Magno, que estaba fuera de la ciudad, sentía que la vida de su princesa corría peligro.
A pocos meses de la muerte del Rey Filipo II de Macedonia, Olimpia de Epiro, con el propósito de proteger a su hijo Alejandro y de asegurarle el trono, asesina a la bebé Europa, que contaba con escasos meses de edad. Cuando la joven reina Eurídice encuentra a su niña asesinada en la cuna se quita la vida.
Muchos historiadores alegan que Alejandro, cuando se enteró del asesinato de la reina Eurídice y de su infante princesa Europa, montó en cólera y se enfadó terriblemente con su madre. Finalmente, Alejandro Magno les organizó un funeral a la mujer de su padre y a su niña y las mandó enterrar junto al rey Filipo de Macedonia, en el cementerio de Egas.